# (4240) Grün
(4240) Grün – planetoida z pasa głównego asteroid okrążająca Słońce w ciągu 5 lat i 13 dni w średniej odległości 2,94 j.a. Została odkryta 2 marca 1981 roku w Obserwatorium Siding Spring w Australii przez Schelte Busa. Nazwa planetoidy pochodzi od Eberharda Grüna (ur. 1942), fizyka Max-Planck-Institut für Kernphysik w Heidelbergu. Została zasugerowana przez Edwarda Bowella. Przed jej nadaniem planetoida nosiła oznaczenie tymczasowe (4240) 1981 EY20.